# Konferenstelefon
Konferenstelefon är en avancerad högtalartelefon som överför ljud i båda riktningarna utan att ljudet ”klipps” medan samtalet pågår, så kallad duplex. Med en konferenstelefon kan flera personer aktivt delta i mötet med deltagare från olika platser.

## Teknik
Det finns konferenstelefoner för alla typer av telefonisystem – traditionell telefoni, IP-telefoni, trådlös telefoni (DECT) och mobiltelefoni.
Förutom duplex kommunikation är utrustningen också försedd med eko-kancellering för att säkra ljudkvaliteten.